# Nicholson Baker
Nicholson Baker (Portland, 7 gennaio 1957) è uno scrittore statunitense.

## Biografia
Egli nacque nel 1957 a New York, ma trascorse gran parte della giovinezza nella zona di Rochester, nello stato di New York. Studiò brevemente alla Eastman School of Music ed ottenne un B.A. in Inglese allo Haverford College. Ebbe il riconoscimento del National Book Critics Circle (Circolo della critica dei libri nazionali) nel 2001 per il suo libro Double Fold: Libraries and the Assault on Paper. 
Egli è un critico accanito di quella che ritiene un'inutile distruzione dei mezzi di comunicazione cartacea. Ha scritto articoli veementemente critici sul The New Yorker a proposito della decisione della San Francisco Public Library (Biblioteca pubblica di San Francisco) per aver mandato al macero migliaia di libri, eliminato i cataloghi cartacei e distrutto vecchi libri e riviste sostituendoli con microfilm. Nel 1997 Baker ha ricevuto il James Madison Freedom of Information Award (Premio James Madison per la libertà d'informazione), quale riconoscimento per questi suoi sforzi.
Nel 1999 Baker ha fondato la società, senza fini di lucro, American Newspaper Repository, avente lo scopo di salvare dalla distruzione, voluta dalle biblioteche, vecchie copie di riviste. Nel 2001 ha pubblicato Double Fold, in cui accusa certi bibliotecari di lasciar andare in rovina il materiale librario e di essere ossessionati dalla mania della tecnologia a spese della conservazione sia pubblica che storica.
Baker descrive sé stesso come persona d'inclinazione pacifista. Nel marzo del 2008 Baker ha recensito il libro di John Broughton Wikipedia: The Missing Manual sul New York Review of Books. In questa recensione Baker descrive gl'inizi di Wikipedia, la sua cultura e le proprie attività di collaborazione a Wikipedia sotto il nome utente di  "Wageless". Il suo articolo How I fell in love with Wikipedia (Come mi sono innamorato di Wikipedia) è stato pubblicato sul giornale britannico The Guardian il 10 aprile 2008.

## Opere

### Narrativa
- L'ammezzato (The Mezzanine) (1988) edizione italiana: Einaudi, 1991 ISBN 8806125036
- A temperatura ambiente (Room Temperature) (1990) Frassinelli, 1995 ISBN 8876843302
- Vox (Vox: A Novel) (1992) Frassinelli, 1992 ISBN 8876842160
- La pausa (The Fermata) (1994) Frassinelli, 1994 ISBN 8876842861
- The Everlasting Story of Nory (1998)
- A Box of Matches (2003)
- Checkpoint (Checkpoint) (2004) Mondadori, 2004 ISBN 8804538643
- La casa dei buchi (House of Holes, A Book of Raunch) (2011) Bompiani, 2011. ISBN 9788845268038
- L'antologista (The Anthologist) (2009) Bompiani, 2012. ISBN 9788845271731
- Il supplente (Substitute: Going to School With a Thousand Kids) Bompiani, 2018. ISBN 9788845294327

### Saggistica
- U and I: A True Story (1991)
- Un po' di testa non guasta (The Size of Thoughts: Essays and Other Lumber) (1996) Frassinelli, 1997 ISBN 8876844929
- Double Fold: Libraries and the Assault on Paper (2001)
- The World on Sunday: Graphic Art in Joseph Pulitzer's Newspaper (1898–1911) (2005) con Margaret Brentano
- Cenere d'uomo (Human Smoke: The Beginnings of World War II, the End of Civilization) (2008) Bompiani Overlook, 2009 ISBN 9788845262203